# Per Nørgård
Per Nørgård (Gentofte, 13 luglio 1932 – Copenaghen, 28 maggio 2025) è stato un compositore danese.

## Lista parziale di opere
Sinfonie
- Symphony No. 1 Sinfonia austera (1953–55)
- Symphony No. 2 (1970)
- Symphony No. 3 (1972–75)
- Symphony No. 4 Indian Rose Garden and Chinese Witch's Lake (1981)
- Symphony No. 5 (1990)
- Symphony No. 6 At the End of the Day (1998–99)
- Symphony No. 7 (2006)
- Symphony No. 8 (2011)

Concerti
- Concerto for Accordion Recall (1968)
- Cello Concerto No. 1 Between (1985)
- Cello Concerto No. 2 Momentum (2009)
- Harp Concerto No. 1 King, Queen and Ace (1988)
- Harp Concerto No. 2 through thorns... (2003)
- Piano Concerto Concerto in due tempi (1994–95)
- Percussion concerto No. 1 For a Change (1983)
- Percussion concerto No. 2 Bach to the Future (1997)
- Viola Concerto No. 1 Remembering Child (1986)
- Violin Concerto No. 1 Helle Nacht (1986–87)
- Violin Concerto No. 2 Borderlines (2002)

Opere
- Labyrinten (The Labyrinth) (1963)
- Gilgamesh (1972)
- Siddharta (1974–79)
- Der göttliche Tivoli (The Divine Circus) (1983)
- Orfeus: Den uendelige sang (Orpheus: The Endless Song) (1988)
- Nuit des Hommes (1996)

## Premi
- Premio musicale del consiglio nordico (1974)
- Premio musicale Léonie Sonning (1996)
- Premio Wihuri Sibelius (2006)
- Marie-Josée Kravis Prize for New Music (2014)
- Premio Ernst von Siemens (2016)